# Radacridium nordestinum
Radacridium nordestinum är en insektsart som beskrevs av Frédéric Carbonell 1984. Radacridium nordestinum ingår i släktet Radacridium och familjen Romaleidae. Inga underarter finns listade i Catalogue of Life.